# بيت شملان (خيران المحرق)

تعديل مصدري - تعديل

بيت شملان هي إحدى قرى عزلة بنى حملة بمديرية خيران المحرق التابعة لمحافظة حجة، بلغ تعداد سكانها 426 نسمة حسب تعداد اليمن لعام 2004.